# 떠도는 혼
《떠도는 혼》은 한국방송공사 1TV 특집드라마이다.

## 기획 의도
북에서 표류해 온 어린 소년을 두고 남과 북이 서로 대립하는 이야기

## 제작진
- 극본 : 성동민, 김원석
- 연출 : 김용수

## 출연진
- 강부자
- 김명곤
- 김용건
- 김흥기
- 김희라
- 박혜숙
- 배도환
- 손호균
- 안해숙
- 염정아
- 윤아
- 이계인
- 이숙
- 홍륜의